# Gigantalcis flavolinearia
Gigantalcis flavolinearia är en fjärilsart som beskrevs av John Henry Leech 1891. Gigantalcis flavolinearia ingår i släktet Gigantalcis och familjen mätare. Inga underarter finns listade i Catalogue of Life.